# Schron turystyczny na Jawornicy
Schron turystyczny na Jawornicy – nieistniejący górski schron turystyczny w Beskidzie Andrychowskim (wschodniej części Beskidu Małego), na szczycie Jawornicy, na wysokości 830 m n.p.m. Obiekt znajdował się kilkadziesiąt metrów od krzyża na Jawornicy, po prawej stronie współczesnego szlaku żółtego na Potrójną. Należał do Sekcji Narciarskiej Klubu Sportowego „Beskid” w Andrychowie.

## Historia
Obiekt znajdował się w granicach wsi Targanice, w obecnym województwie małopolskim, w powiecie wadowickim, w gminie Andrychów. Powstał przed II wojną światową. Na kamiennej podmurówce posadowiono niewielki drewniany stylowy budynek z dwuspadowym dachem pokrytym gontem. Na parterze znajdowała się jedna sala z piecem, stołem i ławami oraz przedsionek, natomiast na poddaszu były miejsca noclegowe. Turyści pobierali klucze do schronu w Andrychowie, biurze „Beskid”, lub w piekarni u Frnciszka Frysia. W czasie II wojny światowej w schronie mieszkali uciekinierzy. potem schron uległ zdewastowaniu.
Przed wojną postawiono na Jawornicy, istniejący do dzisiaj ponad 10-metrowy stalowy krzyż. Ufundowany został przez państwa Frysiów na pamiątkę śmierci 4 narciarzy z Klubu Sportowego „Beskid” w Andrychowie (Janiny i Kazimierza Frysiów, Władysława Olejniczaka, Heleny Banachowskiej), którzy zginęli tragicznie na Babiej Górze w nocy z 14 na lutego 1935.
W trakcie II wojny światowej schron został zdewastowany, natomiast po wojnie uległ dalszemu, całkowitemu zniszczeniu.
W 2010 z inicjatywy Dominika Toma z Oddziału Zakładowego PTTK przy Andrychowskich Zakładach Przemysłu Bawełnianego „Andropol” S.A., za zgodą Andrzeja Frysia, jednego z właścicieli działki, odsłonięto i zabezpieczono fundamenty danego schronu.

## Szlaki turystyczne
Targanice – Jawornica – Potrójna.